# Liste der denkmalgeschützten Objekte in Dölsach
Die Liste der denkmalgeschützten Objekte in Dölsach enthält die 13 unbeweglichen denkmalgeschützten Objekte der Gemeinde Dölsach im Bezirk Lienz (Tirol).

## Denkmäler
| Foto |                 | Denkmal | Standort                                                 | Beschreibung | Metadaten |
| ---- | --------------- | --- | -------------------------------------------------------- | --- | --- |
| ja   | Datei hochladen | Widum HERIS-ID: 6466 Objekt-ID: 2346 TKK: 36917                                                                    | Dölsach 1 Standort KG: Dölsach                           | Das viergeschoßige Widum von Dölsach besitzt Bauteile aus verschiedenen Epochen, ein Krüppelwalmdach und Architekturmalereien um die Fenster sowie Wandmalereien aus dem Jahr 1664. An der Südseite befindet sich eine Darstellung des Heiligen Christophorus sowie eine Sonnenuhr aus dem Jahr 1712. | BDA-Hist.: Q37906194 Status: § 2a Stand der BDA-Liste: 2025-06-30 Name: Widum GstNr.: 913 Widum Dölsach |
| ja   | Datei hochladen | Kath. Pfarrkirche St. Martin HERIS-ID: 6464 Objekt-ID: 2344 TKK: 17360                                             | bei Dölsach 1 Standort KG: Dölsach                       | Die im Kern mittelalterliche Kirche wurde im 18. Jahrhundert barockisiert und erfuhr nach einem Brand 1853 eine frühhistoristische Wiedererrichtung mit romanischen Detailformen. | BDA-Hist.: Q37905973 Status: § 2a Stand der BDA-Liste: 2025-06-30 Name: Kath. Pfarrkirche St. Martin GstNr.: .16 Pfarrkirche Dölsach |
| ja   | Datei hochladen | Wirtschaftsgebäude, Mitterkramerhaus (ehem. Pfarrstadl), Vereinsheim HERIS-ID: 103350 Objekt-ID: 119828 TKK: 28763 | Dölsach 3 Standort KG: Dölsach                           | | BDA-Hist.: Q37796766 Status: § 2a Stand der BDA-Liste: 2025-06-30 Name: Wirtschaftsgebäude, Mitterkramerhaus (ehem. Pfarrstadl), Vereinsheim GstNr.: 912 Mitterkramerhaus |
| BW   | Datei hochladen | Dölsacher Turm und prähistorische Siedlungsspuren „Edenvest“ HERIS-ID: 6474 TKK: 34674seit 2021                    | bei Dölsach 3 Standort KG: Dölsach, Göriach              | Die Burgruine steht auf einer bewaldeten Ruckfallkuppe oberhalb von Dölsach am westlichen Rand der Dölsacher Schlucht. Im steilen Gelände sind noch Reste erhalten. Die Burganlage ist in den schriftlichen Quellen nicht eindeutig identifizierbar, eine Verbindung mit dem zur Ministerialität der Grafen von Görz zählenden und 1197 erstmals genannten „Eberhardus de Dolischac“ scheint möglich. 1931 erfolgte die Aufdeckung eines Turmfragmentes mit beidseitig rechtwinkeligem Eckansatz. Aufgrund der formalen Struktur des Mauerwerks ist eine Datierung an das Ende des 12. oder Anfang des 13. Jahrhunderts wahrscheinlich. | BDA-Hist.: Q98110295 Status: Bescheid Stand der BDA-Liste: 2025-06-30 Name: Dölsacher Turm und prähistorische Siedlungsspuren „Edenvest“ GstNr.: 26, 124 |
| ja   | Datei hochladen | Paramentenhäuschen HERIS-ID: 6465 Objekt-ID: 2345 TKK: 34668                                                       | nahe Dölsach 10 Standort KG: Dölsach                     | Das zweigeschoßige Paramentenhäuschen mit schindelgedecktem Schopfwalmdach und einfacher Rahmenputzgliederung wurde wahrscheinlich im 18. Jahrhundert errichtet. | BDA-Hist.: Q37906069 Status: § 2a Stand der BDA-Liste: 2025-06-30 Name: Paramentenhäuschen GstNr.: .17 Paramentenhäuschen |
| ja   | Datei hochladen | Aufnahmsgebäude des Bahnhofes Dölsach HERIS-ID: 6472 Objekt-ID: 2352 TKK: 17420                                    | Dölsach 44 Standort KG: Dölsach                          | Der Bahnhof Dölsach wurde zeitgleich mit dem Bahnhof Mitterwald errichtet und folgt dabei keinem der Pustataler Regeltypen der Drautal- bzw. Pustertalbahn. Der Bahnhof war zunächst nur als doppeltes Wärterhaus ausgeführt worden und wurde 1890 durch eine Veranda und einen Büroraum vergrößert. 1901 erfolgte die Erweiterung und die Errichtung des heutigen Bahnhofgebäudes, wobei das alte Aufnahmegebäude in ein Wohnhaus umgewandelt wurde. | BDA-Hist.: Q110485815 Status: Bescheid Stand der BDA-Liste: 2025-06-30 Name: Aufnahmsgebäude des Bahnhofes Dölsach GstNr.: .82 Aufnahmsgebäude Bahnhof Dölsach |
| ja   | Datei hochladen | Kath. Filialkirche hl. Margaretha HERIS-ID: 6468 Objekt-ID: 2348 TKK: 17362                                        | nahe Dölsach 167 Standort KG: Dölsach                    | Der aus dem frühen 13. Jahrhundert stammende romanische Kirchenbau wurde im 17. Jahrhundert im Inneren tiefgreifend verändert und barockisiert. Renovierungsarbeiten in den 1980er Jahren führten zur Freilegung des romanischen Putzbestandes am Außenbau sowie in der Apsis und am Chorbogen. | BDA-Hist.: Q37906372 Status: § 2a Stand der BDA-Liste: 2025-06-30 Name: Kath. Filialkirche hl. Margaretha GstNr.: 959 Filialkirche St. Margaretha, Dölsach |
| ja   | Datei hochladen | Friedhof christlich HERIS-ID: 101748 Objekt-ID: 118092 TKK: 34666                                                  | bei Wenzl Platz 3 Standort KG: Dölsach                   | Der Friedhof, über dessen Entstehungsgeschichte nichts überliefert ist, wird von einer niedrigen Umfassungsmauer begrenzt und umschließt die Pfarrkirche. Er beherbergt ein Paramentenhäuschen, eine Aufbahrungshalle und eine kleine Friedhofskapelle. | BDA-Hist.: Q37788684 Status: § 2a Stand der BDA-Liste: 2025-06-30 Name: Friedhof christlich GstNr.: 46 Friedhof Dölsach |
| ja   | Datei hochladen | Kath. Filialkirche hl. Georg HERIS-ID: 6477 Objekt-ID: 2357 TKK: 17361                                             | bei Gödnach 30 Standort KG: Görtschach-Gödnach           | Die im Kern romanische Kirche wurde nach schweren Schäden durch Vermurungen im Jahr 1671 unter Einbeziehung bestehender Teile als vierjochige Kirche mit zweijochigem Chor, steilem Satteldach, gemauerter Vorhalle und massivem Südturm neu errichtet. | BDA-Hist.: Q37907292 Status: § 2a Stand der BDA-Liste: 2025-06-30 Name: Kath. Filialkirche hl. Georg GstNr.: .1 Filialkirche St. Georg, Dölsach |
| ja   | Datei hochladen | Kapelle zur schmerzhaften Mutter Gottes HERIS-ID: 6479 Objekt-ID: 2359 TKK: 17364                                  | bei Görtschacher Platz 6 Standort KG: Görtschach-Gödnach | Die Kapelle wurde auf Grund eines Gelöbnisses wegen Wassernot zwischen 1834 und 1835 über rechteckigem Grundriss mit eingezogener Apsis und schindelgedecktem Satteldach errichtet. | BDA-Hist.: Q37907527 Status: § 2a Stand der BDA-Liste: 2025-06-30 Name: Kapelle zur schmerzhaften Mutter Gottes GstNr.: .73 Kapelle zur schmerzhaften Mutter Gottes, Dölsach |
| ja   | Datei hochladen | Stribacher Bildstock HERIS-ID: 6475 Objekt-ID: 2355 TKK: 17374                                                     | bei Römerstraße 17 Standort KG: Stribach                 | Der St. Oswald-Bildstock ist ein großer Kapellenbildstock am südlichen Ortsrand und verfügt über einen rechteckigen Grundriss, ein abgewalmtes Satteldach und eine säulengestützte Vorhalle. Die Gemälde des Heiligen Oswald und der Maria Immaculata stammen aus der zweiten Hälfte des 17. Jahrhunderts. | BDA-Hist.: Q37907048 Status: § 2a Stand der BDA-Liste: 2025-06-30 Name: Stribacher Bildstock GstNr.: 400 Stribacher Bildstock |
| ja   | Datei hochladen | Stadtzentrum Aguntum HERIS-ID: 39034 Objekt-ID: 38737 TKK: 30467seit 2013                                          | Stribach Standort KG: Stribach                           | Das römische Municipium Aguntum wurde unter Kaiser Claudius gegründet und war bis ins 5. Jahrhundert bewohnt. Die Überreste waren teilweise noch bis ins 16. Jahrhundert sichtbar, Ausgrabungen gab es ab dem 18. Jahrhundert. Anmerkung: Die Koordinaten beziehen sich auf den Aussichtsturm | BDA-Hist.: Q398648 Status: Bescheid Stand der BDA-Liste: 2025-06-30 Name: Stadtzentrum Aguntum GstNr.: 31, 32, 33, 34, 35, 37/1, 40/3, 40/4, 40/8, 40/9, 41, 43/2, 46/15, 159, 160, 161, 161, 162, 202/, 202/2, 311/1, 311/2, 346/1, 346/2, 375, 377, 378, .43, 190/1, 394 Aguntum |
| ja   | Datei hochladen | Ehem. Ansitz beim Gendorfer HERIS-ID: 6476 Objekt-ID: 2356 TKK: 17410                                              | Stribach 6 Standort KG: Stribach                         | Der 1471 urkundlich erwähnte Ansitz diente als Edelsitz der Familie Murgot, wobei das Gebäude einen spätmittelalterlichen Baukern aus der zweiten Hälfte des 15. Jahrhunderts mit Erweiterungen aus dem 16. bzw. 17. Jahrhundert besitzt. Das heutige Aussehen des Einhofes wurde durch den Wiederaufbau nach dem Brand von 1809 geprägt. | BDA-Hist.: Q37907186 Status: Bescheid Stand der BDA-Liste: 2025-06-30 Name: Ehem. Ansitz beim Gendorfer GstNr.: .8 Ansitz Gendorfer |